# べ

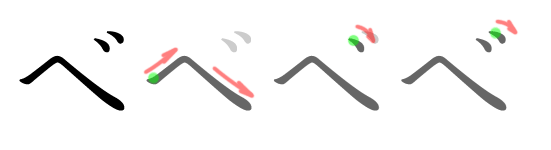
「べ」の筆順

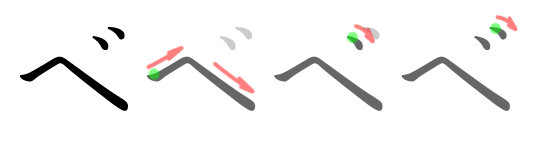
「ベ」の筆順

べ(ひらがな)、ベ(カタカナ)は、日本語の音節のひとつであり、仮名のひとつである。1モーラを形成する。へ、ヘに濁点をつけた文字である。
- 現代標準語の音韻: 1子音と1母音「え」から成る音。唇を閉じてから開く破裂音。有声子音。
- 発音： べ[ヘルプ/ファイル]

## べ に関わる諸事項
- 「べー」（べえ）は、舌を出した状態を示す。転じて、相手に対する拒否を示す。
- 関東地方や東北地方の方言で、推量の「だろう」、意志の「しよう」に近い意味の接尾語「〜（だ）べ」がある。古典語の「べし」に由来する[1]。